# Enderûnlu Fâzıl
Enderûnlu Hüseyin Fâzıl Bey (en turco otomano: حسين فاضل بك اندرونى; Acre, hacia 1757 - Estambul, diciembre de 1810)  fue un poeta otomano que escribió principalmente divanes y masnavi, además de textos satíricos.
Fâzıl Bey, que vivía su homosexualidad de forma abierta, consiguió fama a través de sus obras eróticas publicadas de forma póstuma. Entre las más famosas está زناننامه (Zenannâme; «El libro de los chicos»), escrito a instancias de su amante y de mal grado, que fue prohibido en el Imperio otomano. El libro describe las ventajas e inconvenientes de los chicos de las diferentes naciones.

## Vida
Fâzıl Bey era nieto de Zahir Ömer e hijo de Ali Tâhir, que se rebelaron contra la Sublime Puerta y que fueron ajusticiados en 1775 y 1776. Tras la muerte del padre, Fâzıl Bey se trasladó a Estambul, donde fue admitido en la escuela de palacio اندرون همايون (Enderûn-i Hümâyûn). En 1783 fue expulsado de la escuela al darse a conocer intrigas amorosas homoeróticas. 
En 1799 fue desterrado a Rodas a causa de sus escritos satíricos y solo volvió a Estambul tras quedarse ciego. El resto de su vida lo pasó en la cama enfermo; su tumba se encuentra en Eyüp.

## Obra
- ديوان («Diván»)
- دفتر عشق (Defter-i Aşk; «El libro del amor»)
- خوباننامه (Hûbannâme; «El libro de los [hombres] hermosos»)
- زناننامه (Zenannâme; «El libro de las mujeres»)
- چنگينامه (Çenginâme; «El libro de los bailarines»)